# Evropský pohár juniorů ve sportovním lezení 2011
Evropský pohár juniorů ve sportovním lezení 2011 se uskutečnil v osmi zemích, poprvé kromě lezení na obtížnost také v lezení na rychlost a v boulderingu.
Zahájen byl 14. května v polském Tarnówě prvním závodem Evropského poháru juniorů ve sportovním lezení disciplínou lezení na rychlost. V obtížnosti a rychlosti se uskutečnilo pět závodů (škrtal se jeden nejhorší výsledek), v boulderingu dva.
Poslední závod Evropského poháru juniorů se uskutečnil 26.-27. listopadu ve slovinském Kranji (v lezení na obtížnost), spolu se světovým pohárem v lezení na obtížnost, který zde proběhl o týden dříve. Celkem proběhlo v deseti městech dvanáct závodů pod patronátem Mezinárodní federace sportovního lezení (IFSC), v Edinburghu a Velikom Tarnovu se závodilo ve dvou disciplínách.
V roce 2011 se v lezení na obtížnost a rychlost konalo v Imstu také Mistrovství Evropy juniorů, které se do výsledků Evropského poháru juniorů nezapočítávalo.

## Přehledy závodů

### Češi na EPJ
Jedinou (stříbrnou) medaili v celkovém hodnocení získal Jan Kříž v lezení na rychlost.

### Kalendář závodů
| Kalendář závodů EPJ 2011 | Kalendář závodů EPJ 2011 | Kalendář závodů EPJ 2011 | Kalendář závodů EPJ 2011 | Kalendář závodů EPJ 2011 | Kalendář závodů EPJ 2011 | Kalendář závodů EPJ 2011 | Kalendář závodů EPJ 2011 | Kalendář závodů EPJ 2011 | Kalendář závodů EPJ 2011 |
| Datum                    | Místo                    | Země                     | Web                      | Počet závodníků          | Počet závodníků          | Počet závodníků          | Počet zemí               | Počet zemí               | Počet zemí               |
| Datum                    | Místo                    | Země                     | Web                      | obtížnost                | rychlost                 | bouldering               | obtížnost                | rychlost                 | bouldering               |
| ------------------------ | ------------------------ | ------------------------ | ------------------------ | ------------------------ | ------------------------ | ------------------------ | ------------------------ | ------------------------ | ------------------------ |
| 14. května               | Tarnów                   | Polsko                   |                          | –                        | x                        | –                        | –                        | x                        | –                        |
| 20.–22. května           | Edinburgh                | Spojené království       |                          | x                        | x                        | –                        | x                        | x                        | –                        |
| 9.–10. července          | Chamonix                 | Francie                  |                          | –                        | x                        | –                        | –                        | x                        | –                        |
| 14. června               | Friedrichshafen          | Německo                  |                          | –                        | x                        | –                        | –                        | x                        | –                        |
| 1.–4. srpna              | Veliko Tarnovo           | Bulharsko                |                          | x                        | x                        | –                        | x                        | x                        | –                        |
| 12.–14. srpna            | Imst                     | Rakousko                 |                          | x                        | –                        | –                        | x                        | –                        | –                        |
| 10.–11. září             | Merano                   | Itálie                   |                          | –                        | –                        | x                        | –                        | –                        | x                        |
| 17. září                 | Mnichov                  | Německo                  |                          | –                        | –                        | x                        | –                        | –                        | x                        |
| 12. listopadu            | Pau                      | Francie                  |                          | x                        | –                        | –                        | x                        | –                        | –                        |
| 26.–27. listopadu        | Kranj                    | Slovinsko                |                          | x                        | –                        | –                        | x                        | –                        | –                        |
| Celkem                   | 10                       | 8                        | IFSC                     | x                        | x                        | x                        | 5                        | 5                        | 2                        |

### Junioři
| Výsledky EPJ v lezení na obtížnost 2011 (5-1) junioři | Výsledky EPJ v lezení na obtížnost 2011 (5-1) junioři | Výsledky EPJ v lezení na obtížnost 2011 (5-1) junioři | Výsledky EPJ v lezení na obtížnost 2011 (5-1) junioři | Výsledky EPJ v lezení na obtížnost 2011 (5-1) junioři | Výsledky EPJ v lezení na obtížnost 2011 (5-1) junioři | Výsledky EPJ v lezení na obtížnost 2011 (5-1) junioři | Výsledky EPJ v lezení na obtížnost 2011 (5-1) junioři | Výsledky EPJ v lezení na obtížnost 2011 (5-1) junioři |
| Pořadí                                                | Jméno                                                 | Země                                                  | Body                                                  | Edinburgh                                             | Veliko Tarnovo                                        | Imst                                                  | Pau                                                   | Kranj                                                 |
| ----------------------------------------------------- | ----------------------------------------------------- | ----------------------------------------------------- | ----------------------------------------------------- | ----------------------------------------------------- | ----------------------------------------------------- | ----------------------------------------------------- | ----------------------------------------------------- | ----------------------------------------------------- |
| 1.                                                    | Max Rudigier                                          | Rakousko                                              |                                                       |                                                       |                                                       |                                                       |                                                       |                                                       |
| 2.                                                    | Urban Primozic                                        | Slovinsko                                             |                                                       |                                                       |                                                       |                                                       |                                                       |                                                       |
| 3.                                                    | Stefano Ghisolfi                                      | Itálie                                                |                                                       |                                                       |                                                       |                                                       |                                                       |                                                       |
| 17.                                                   | Tomáš Binter                                          | Česko                                                 |                                                       |                                                       |                                                       |                                                       |                                                       |                                                       |
| ?.                                                    |                                                       | Česko                                                 |                                                       |                                                       |                                                       |                                                       |                                                       |                                                       |
| počet finalistů                                       | počet finalistů                                       | počet finalistů                                       | počet finalistů                                       | 10                                                    | 10                                                    | 10                                                    | 10                                                    | 10                                                    |
| počet semifinalistů                                   | počet semifinalistů                                   | počet semifinalistů                                   | počet semifinalistů                                   | bez semifinále                                        | bez semifinále                                        | bez semifinále                                        | bez semifinále                                        | bez semifinále                                        |
| bodovaných závodníků                                  | bodovaných závodníků                                  | bodovaných závodníků                                  | 46                                                    | ?                                                     | ?                                                     | ?                                                     | ?                                                     | ?                                                     |
| celkový počet závodníků                               | celkový počet závodníků                               | celkový počet závodníků                               | –                                                     | ?                                                     | ?                                                     | ?                                                     | ?                                                     | ?                                                     |

| Výsledky EPJ v lezení na rychlost 2011 (5-1) junioři | Výsledky EPJ v lezení na rychlost 2011 (5-1) junioři | Výsledky EPJ v lezení na rychlost 2011 (5-1) junioři | Výsledky EPJ v lezení na rychlost 2011 (5-1) junioři | Výsledky EPJ v lezení na rychlost 2011 (5-1) junioři | Výsledky EPJ v lezení na rychlost 2011 (5-1) junioři | Výsledky EPJ v lezení na rychlost 2011 (5-1) junioři | Výsledky EPJ v lezení na rychlost 2011 (5-1) junioři | Výsledky EPJ v lezení na rychlost 2011 (5-1) junioři |
| Pořadí                                               | Jméno                                                | Země                                                 | Body                                                 | Tarnów                                               | Edinburgh                                            | Chamonix                                             | Friedrichshafen                                      | Veliko Tarnovo                                       |
| ---------------------------------------------------- | ---------------------------------------------------- | ---------------------------------------------------- | ---------------------------------------------------- | ---------------------------------------------------- | ---------------------------------------------------- | ---------------------------------------------------- | ---------------------------------------------------- | ---------------------------------------------------- |
| 1.                                                   | Leonardo Gontero                                     | Itálie                                               |                                                      |                                                      |                                                      |                                                      |                                                      |                                                      |
| 2.                                                   | Yaroslav Topal                                       | Ukrajina                                             |                                                      |                                                      |                                                      |                                                      |                                                      |                                                      |
| 3.                                                   | Stefano Ghisolfi                                     | Itálie                                               |                                                      |                                                      |                                                      |                                                      |                                                      |                                                      |
| ?.                                                   | –                                                    | Česko                                                |                                                      |                                                      |                                                      |                                                      |                                                      |                                                      |
| počet finalistů                                      | počet finalistů                                      | počet finalistů                                      | počet finalistů                                      | 4                                                    | 4                                                    | 4                                                    | 4                                                    | 4                                                    |
| počet semifinalistů                                  | počet semifinalistů                                  | počet semifinalistů                                  | počet semifinalistů                                  | 16/8                                                 | 16/8                                                 | 16/8                                                 | 16/8                                                 | 16/8                                                 |
| bodovaných závodníků                                 | bodovaných závodníků                                 | bodovaných závodníků                                 | 19                                                   | ?                                                    | ?                                                    | ?                                                    | ?                                                    | ?                                                    |
| počet závodníků                                      | počet závodníků                                      | počet závodníků                                      | –                                                    | ?                                                    | ?                                                    | ?                                                    | ?                                                    | ?                                                    |

| Výsledky EPJ v boulderingu 2011 (2) junioři | Výsledky EPJ v boulderingu 2011 (2) junioři | Výsledky EPJ v boulderingu 2011 (2) junioři | Výsledky EPJ v boulderingu 2011 (2) junioři | Výsledky EPJ v boulderingu 2011 (2) junioři | Výsledky EPJ v boulderingu 2011 (2) junioři |
| Pořadí                                      | Jméno                                       | Země                                        | Body                                        | Merano                                      | Mnichov                                     |
| ------------------------------------------- | ------------------------------------------- | ------------------------------------------- | ------------------------------------------- | ------------------------------------------- | ------------------------------------------- |
| 1.                                          | Max Rudigier                                | Rakousko                                    |                                             |                                             |                                             |
| 2.                                          | Jan Hojer                                   | Německo                                     |                                             |                                             |                                             |
| 3.                                          | Francois Kaiser                             | Francie                                     |                                             |                                             |                                             |
| 15.                                         | Jan Jeliga                                  | Česko                                       |                                             |                                             |                                             |
| ?.                                          |                                             | Česko                                       |                                             |                                             |                                             |
| počet finalistů                             | počet finalistů                             | počet finalistů                             | počet finalistů                             | 6                                           | 6                                           |
| počet semifinalistů                         | počet semifinalistů                         | počet semifinalistů                         | počet semifinalistů                         | 20                                          | 20                                          |
| bodovaných závodníků                        | bodovaných závodníků                        | bodovaných závodníků                        | 34                                          | 30                                          | 30                                          |
| počet závodníků                             | počet závodníků                             | počet závodníků                             | –                                           | ?                                           | ?                                           |

### Juniorky
| Výsledky EPJ v lezení na obtížnost 2011 (5-1) juniorky | Výsledky EPJ v lezení na obtížnost 2011 (5-1) juniorky | Výsledky EPJ v lezení na obtížnost 2011 (5-1) juniorky | Výsledky EPJ v lezení na obtížnost 2011 (5-1) juniorky | Výsledky EPJ v lezení na obtížnost 2011 (5-1) juniorky | Výsledky EPJ v lezení na obtížnost 2011 (5-1) juniorky | Výsledky EPJ v lezení na obtížnost 2011 (5-1) juniorky | Výsledky EPJ v lezení na obtížnost 2011 (5-1) juniorky | Výsledky EPJ v lezení na obtížnost 2011 (5-1) juniorky |
| Pořadí                                                 | Jméno                                                  | Země                                                   | Body                                                   | Edinburgh                                              | Veliko Tarnovo                                         | Imst                                                   | Pau                                                    | Kranj                                                  |
| ------------------------------------------------------ | ------------------------------------------------------ | ------------------------------------------------------ | ------------------------------------------------------ | ------------------------------------------------------ | ------------------------------------------------------ | ------------------------------------------------------ | ------------------------------------------------------ | ------------------------------------------------------ |
| 1.                                                     | Hélène Janicot                                         | Francie                                                |                                                        |                                                        |                                                        |                                                        |                                                        |                                                        |
| 2.                                                     | Katherine Choong                                       | Švýcarsko                                              |                                                        |                                                        |                                                        |                                                        |                                                        |                                                        |
| 3.                                                     | Cindy Sararak                                          | Francie                                                |                                                        |                                                        |                                                        |                                                        |                                                        |                                                        |
| 15.                                                    | Michaela Zbořilová                                     | Česko                                                  |                                                        |                                                        |                                                        |                                                        |                                                        |                                                        |
| ?.                                                     |                                                        | Česko                                                  |                                                        |                                                        |                                                        |                                                        |                                                        |                                                        |
| počet finalistek                                       | počet finalistek                                       | počet finalistek                                       | počet finalistek                                       | 10                                                     | 10                                                     | 10                                                     | 10                                                     | 10                                                     |
| počet semifinalistek                                   | počet semifinalistek                                   | počet semifinalistek                                   | počet semifinalistek                                   | bez semifinále                                         | bez semifinále                                         | bez semifinále                                         | bez semifinále                                         | bez semifinále                                         |
| bodovaných závodnic                                    | bodovaných závodnic                                    | bodovaných závodnic                                    | 39                                                     | ?                                                      | ?                                                      | ?                                                      | ?                                                      | ?                                                      |
| počet závodnic                                         | počet závodnic                                         | počet závodnic                                         | –                                                      | ?                                                      | ?                                                      | ?                                                      | ?                                                      | ?                                                      |

| Výsledky EPJ v lezení na rychlost 2011 (5-1) juniorky | Výsledky EPJ v lezení na rychlost 2011 (5-1) juniorky | Výsledky EPJ v lezení na rychlost 2011 (5-1) juniorky | Výsledky EPJ v lezení na rychlost 2011 (5-1) juniorky | Výsledky EPJ v lezení na rychlost 2011 (5-1) juniorky | Výsledky EPJ v lezení na rychlost 2011 (5-1) juniorky | Výsledky EPJ v lezení na rychlost 2011 (5-1) juniorky | Výsledky EPJ v lezení na rychlost 2011 (5-1) juniorky | Výsledky EPJ v lezení na rychlost 2011 (5-1) juniorky |
| Pořadí                                                | Jméno                                                 | Země                                                  | Body                                                  | Tarnów                                                | Edinburgh                                             | Chamonix                                              | Friedrichshafen                                       | Veliko Tarnovo                                        |
| ----------------------------------------------------- | ----------------------------------------------------- | ----------------------------------------------------- | ----------------------------------------------------- | ----------------------------------------------------- | ----------------------------------------------------- | ----------------------------------------------------- | ----------------------------------------------------- | ----------------------------------------------------- |
| 1.                                                    | Karina Miroslaw                                       | Polsko                                                |                                                       |                                                       |                                                       |                                                       |                                                       |                                                       |
| 2.                                                    | Margot Heitz                                          | Francie                                               |                                                       |                                                       |                                                       |                                                       |                                                       |                                                       |
| 3.                                                    | Stefanie Pichler                                      | Rakousko                                              |                                                       |                                                       |                                                       |                                                       |                                                       |                                                       |
| ?.                                                    |                                                       | Česko                                                 |                                                       |                                                       |                                                       |                                                       |                                                       |                                                       |
| ?.                                                    |                                                       | Česko                                                 |                                                       |                                                       |                                                       |                                                       |                                                       |                                                       |
| počet finalistek                                      | počet finalistek                                      | počet finalistek                                      | počet finalistek                                      | 4                                                     | 4                                                     | 4                                                     | 4                                                     | 4                                                     |
| počet semifinalistek                                  | počet semifinalistek                                  | počet semifinalistek                                  | počet semifinalistek                                  | 16/8                                                  | 16/8                                                  | 16/8                                                  | 16/8                                                  | 16/8                                                  |
| bodovaných závodnic                                   | bodovaných závodnic                                   | bodovaných závodnic                                   | 12                                                    | ?                                                     | ?                                                     | ?                                                     | ?                                                     | ?                                                     |
| počet závodnic                                        | počet závodnic                                        | počet závodnic                                        | –                                                     | ?                                                     | ?                                                     | ?                                                     | ?                                                     | ?                                                     |

| Výsledky EPJ v boulderingu 2011 (2) juniorky | Výsledky EPJ v boulderingu 2011 (2) juniorky | Výsledky EPJ v boulderingu 2011 (2) juniorky | Výsledky EPJ v boulderingu 2011 (2) juniorky | Výsledky EPJ v boulderingu 2011 (2) juniorky | Výsledky EPJ v boulderingu 2011 (2) juniorky |
| Pořadí                                       | Jméno                                        | Země                                         | Body                                         | Merano                                       | Mnichov                                      |
| -------------------------------------------- | -------------------------------------------- | -------------------------------------------- | -------------------------------------------- | -------------------------------------------- | -------------------------------------------- |
| 1.                                           | Cindy Sararak                                | Francie                                      |                                              |                                              |                                              |
| 2.                                           | Fanny Gibert                                 | Francie                                      |                                              |                                              |                                              |
| 3.                                           | Alexandra Ladurner                           | Itálie                                       |                                              |                                              |                                              |
| 22.-23.                                      | Monika Kuhn-Gaberová                         | Česko                                        |                                              |                                              |                                              |
| ?.                                           |                                              | Česko                                        |                                              |                                              |                                              |
| počet finalistek                             | počet finalistek                             | počet finalistek                             | počet finalistek                             | 6                                            | 6                                            |
| počet semifinalistek                         | počet semifinalistek                         | počet semifinalistek                         | počet semifinalistek                         | 20                                           | 20                                           |
| bodovaných závodnic                          | bodovaných závodnic                          | bodovaných závodnic                          | 24                                           | 30                                           | 30                                           |
| počet závodnic                               | počet závodnic                               | počet závodnic                               | –                                            | ?                                            | ?                                            |

### Chlapci kat A
| Výsledky EPJ v lezení na obtížnost 2011 (5-1) chlapci A | Výsledky EPJ v lezení na obtížnost 2011 (5-1) chlapci A | Výsledky EPJ v lezení na obtížnost 2011 (5-1) chlapci A | Výsledky EPJ v lezení na obtížnost 2011 (5-1) chlapci A | Výsledky EPJ v lezení na obtížnost 2011 (5-1) chlapci A | Výsledky EPJ v lezení na obtížnost 2011 (5-1) chlapci A | Výsledky EPJ v lezení na obtížnost 2011 (5-1) chlapci A | Výsledky EPJ v lezení na obtížnost 2011 (5-1) chlapci A | Výsledky EPJ v lezení na obtížnost 2011 (5-1) chlapci A |
| Pořadí                                                  | Jméno                                                   | Země                                                    | Body                                                    | Edinburgh                                               | Veliko Tarnovo                                          | Imst                                                    | Pau                                                     | Kranj                                                   |
| ------------------------------------------------------- | ------------------------------------------------------- | ------------------------------------------------------- | ------------------------------------------------------- | ------------------------------------------------------- | ------------------------------------------------------- | ------------------------------------------------------- | ------------------------------------------------------- | ------------------------------------------------------- |
| 1.                                                      | Loic Timmermans                                         | Belgie                                                  |                                                         |                                                         |                                                         |                                                         |                                                         |                                                         |
| 2.                                                      | Thomas Joannes                                          | Francie                                                 |                                                         |                                                         |                                                         |                                                         |                                                         |                                                         |
| 3.                                                      | Domen Škofic                                            | Slovinsko                                               |                                                         |                                                         |                                                         |                                                         |                                                         |                                                         |
| 12.                                                     | Petr Čermák                                             | Česko                                                   |                                                         |                                                         |                                                         |                                                         |                                                         |                                                         |
| ?.                                                      |                                                         | Česko                                                   |                                                         |                                                         |                                                         |                                                         |                                                         |                                                         |
| počet finalistů                                         | počet finalistů                                         | počet finalistů                                         | počet finalistů                                         | 10                                                      | 10                                                      | 10                                                      | 10                                                      | 10                                                      |
| počet semifinalistů                                     | počet semifinalistů                                     | počet semifinalistů                                     | počet semifinalistů                                     | bez semifinále                                          | bez semifinále                                          | bez semifinále                                          | bez semifinále                                          | bez semifinále                                          |
| bodovaných závodníků                                    | bodovaných závodníků                                    | bodovaných závodníků                                    | 67                                                      | ?                                                       | ?                                                       | ?                                                       | ?                                                       | ?                                                       |
| celkový počet závodníků                                 | celkový počet závodníků                                 | celkový počet závodníků                                 | –                                                       | ?                                                       | ?                                                       | ?                                                       | ?                                                       | ?                                                       |

| Výsledky EPJ v lezení na rychlost 2011 (5-1) chlapci A | Výsledky EPJ v lezení na rychlost 2011 (5-1) chlapci A | Výsledky EPJ v lezení na rychlost 2011 (5-1) chlapci A | Výsledky EPJ v lezení na rychlost 2011 (5-1) chlapci A | Výsledky EPJ v lezení na rychlost 2011 (5-1) chlapci A | Výsledky EPJ v lezení na rychlost 2011 (5-1) chlapci A | Výsledky EPJ v lezení na rychlost 2011 (5-1) chlapci A | Výsledky EPJ v lezení na rychlost 2011 (5-1) chlapci A | Výsledky EPJ v lezení na rychlost 2011 (5-1) chlapci A |
| Pořadí                                                 | Jméno                                                  | Země                                                   | Body                                                   | Tarnów                                                 | Edinburgh                                              | Chamonix                                               | Friedrichshafen                                        | Veliko Tarnovo                                         |
| ------------------------------------------------------ | ------------------------------------------------------ | ------------------------------------------------------ | ------------------------------------------------------ | ------------------------------------------------------ | ------------------------------------------------------ | ------------------------------------------------------ | ------------------------------------------------------ | ------------------------------------------------------ |
| 1.                                                     | Rafal Halasa                                           | Polsko                                                 |                                                        |                                                        |                                                        |                                                        |                                                        |                                                        |
| 2.                                                     | Jakub Kozlowski                                        | Polsko                                                 |                                                        |                                                        |                                                        |                                                        |                                                        |                                                        |
| 3.                                                     | Guillaume Moro                                         | Francie                                                |                                                        |                                                        |                                                        |                                                        |                                                        |                                                        |
| 13.                                                    | Tomáš Žák                                              | Česko                                                  |                                                        |                                                        |                                                        |                                                        |                                                        |                                                        |
| ?.                                                     |                                                        | Česko                                                  |                                                        |                                                        |                                                        |                                                        |                                                        |                                                        |
| počet finalistů                                        | počet finalistů                                        | počet finalistů                                        | počet finalistů                                        | 4                                                      | 4                                                      | 4                                                      | 4                                                      | 4                                                      |
| počet semifinalistů                                    | počet semifinalistů                                    | počet semifinalistů                                    | počet semifinalistů                                    | 16/8                                                   | 16/8                                                   | 16/8                                                   | 16/8                                                   | 16/8                                                   |
| bodovaných závodníků                                   | bodovaných závodníků                                   | bodovaných závodníků                                   | 25                                                     | ?                                                      | ?                                                      | ?                                                      | ?                                                      | ?                                                      |
| počet závodníků                                        | počet závodníků                                        | počet závodníků                                        | –                                                      | ?                                                      | ?                                                      | ?                                                      | ?                                                      | ?                                                      |

| Výsledky EPJ v boulderingu 2011 (2) chlapci A | Výsledky EPJ v boulderingu 2011 (2) chlapci A | Výsledky EPJ v boulderingu 2011 (2) chlapci A | Výsledky EPJ v boulderingu 2011 (2) chlapci A | Výsledky EPJ v boulderingu 2011 (2) chlapci A | Výsledky EPJ v boulderingu 2011 (2) chlapci A |
| Pořadí                                        | Jméno                                         | Země                                          | Body                                          | Merano                                        | Mnichov                                       |
| --------------------------------------------- | --------------------------------------------- | --------------------------------------------- | --------------------------------------------- | --------------------------------------------- | --------------------------------------------- |
| 1.                                            | Michael Piccolruaz                            | Itálie                                        |                                               |                                               |                                               |
| 2.                                            | Gaël Marty                                    | Francie                                       |                                               |                                               |                                               |
| 3.                                            | Elias Weiler                                  | Rakousko                                      |                                               |                                               |                                               |
| 24.                                           | Michal Stěpánek                               | Česko                                         |                                               |                                               |                                               |
| ?.                                            |                                               | Česko                                         |                                               |                                               |                                               |
| počet finalistů                               | počet finalistů                               | počet finalistů                               | počet finalistů                               | 6                                             | 6                                             |
| počet semifinalistů                           | počet semifinalistů                           | počet semifinalistů                           | počet semifinalistů                           | 20                                            | 20                                            |
| bodovaných závodníků                          | bodovaných závodníků                          | bodovaných závodníků                          | 34                                            | 30                                            | 30                                            |
| počet závodníků                               | počet závodníků                               | počet závodníků                               | –                                             | ?                                             | ?                                             |

### Dívky kat A
| Výsledky EPJ v lezení na obtížnost 2011 (5-1) dívky A | Výsledky EPJ v lezení na obtížnost 2011 (5-1) dívky A | Výsledky EPJ v lezení na obtížnost 2011 (5-1) dívky A | Výsledky EPJ v lezení na obtížnost 2011 (5-1) dívky A | Výsledky EPJ v lezení na obtížnost 2011 (5-1) dívky A | Výsledky EPJ v lezení na obtížnost 2011 (5-1) dívky A | Výsledky EPJ v lezení na obtížnost 2011 (5-1) dívky A | Výsledky EPJ v lezení na obtížnost 2011 (5-1) dívky A | Výsledky EPJ v lezení na obtížnost 2011 (5-1) dívky A |
| Pořadí                                                | Jméno                                                 | Země                                                  | Body                                                  | Edinburgh                                             | Veliko Tarnovo                                        | Imst                                                  | Pau                                                   | Kranj                                                 |
| ----------------------------------------------------- | ----------------------------------------------------- | ----------------------------------------------------- | ----------------------------------------------------- | ----------------------------------------------------- | ----------------------------------------------------- | ----------------------------------------------------- | ----------------------------------------------------- | ----------------------------------------------------- |
| 1.                                                    | Magdalena Röck                                        | Rakousko                                              |                                                       |                                                       |                                                       |                                                       |                                                       |                                                       |
| 2.                                                    | Laura Michelard                                       | Francie                                               |                                                       |                                                       |                                                       |                                                       |                                                       |                                                       |
| 3.                                                    | Jera Lenardic                                         | Slovinsko                                             |                                                       |                                                       |                                                       |                                                       |                                                       |                                                       |
| 10.-11.                                               | Tereza Svobodová                                      | Česko                                                 |                                                       |                                                       |                                                       |                                                       |                                                       |                                                       |
| ?.                                                    |                                                       | Česko                                                 |                                                       |                                                       |                                                       |                                                       |                                                       |                                                       |
| počet finalistek                                      | počet finalistek                                      | počet finalistek                                      | počet finalistek                                      | 10                                                    | 10                                                    | 10                                                    | 10                                                    | 10                                                    |
| počet semifinalistek                                  | počet semifinalistek                                  | počet semifinalistek                                  | počet semifinalistek                                  | bez semifinále                                        | bez semifinále                                        | bez semifinále                                        | bez semifinále                                        | bez semifinále                                        |
| bodovaných závodnic                                   | bodovaných závodnic                                   | bodovaných závodnic                                   | 52                                                    | ?                                                     | ?                                                     | ?                                                     | ?                                                     | ?                                                     |
| počet závodnic                                        | počet závodnic                                        | počet závodnic                                        | –                                                     | ?                                                     | ?                                                     | ?                                                     | ?                                                     | ?                                                     |

| Výsledky EPJ v lezení na rychlost 2011 (5-1) dívky A | Výsledky EPJ v lezení na rychlost 2011 (5-1) dívky A | Výsledky EPJ v lezení na rychlost 2011 (5-1) dívky A | Výsledky EPJ v lezení na rychlost 2011 (5-1) dívky A | Výsledky EPJ v lezení na rychlost 2011 (5-1) dívky A | Výsledky EPJ v lezení na rychlost 2011 (5-1) dívky A | Výsledky EPJ v lezení na rychlost 2011 (5-1) dívky A | Výsledky EPJ v lezení na rychlost 2011 (5-1) dívky A | Výsledky EPJ v lezení na rychlost 2011 (5-1) dívky A |
| Pořadí                                               | Jméno                                                | Země                                                 | Body                                                 | Tarnów                                               | Edinburgh                                            | Chamonix                                             | Friedrichshafen                                      | Veliko Tarnovo                                       |
| ---------------------------------------------------- | ---------------------------------------------------- | ---------------------------------------------------- | ---------------------------------------------------- | ---------------------------------------------------- | ---------------------------------------------------- | ---------------------------------------------------- | ---------------------------------------------------- | ---------------------------------------------------- |
| 1.                                                   | Aleksandra Rudzinska                                 | Polsko                                               |                                                      |                                                      |                                                      |                                                      |                                                      |                                                      |
| 2.                                                   | Anouck Jaubert                                       | Francie                                              |                                                      |                                                      |                                                      |                                                      |                                                      |                                                      |
| 3.                                                   | Izabela Janis                                        | Polsko                                               |                                                      |                                                      |                                                      |                                                      |                                                      |                                                      |
| 4.                                                   | Eva Křížová                                          | Česko                                                |                                                      |                                                      |                                                      |                                                      |                                                      |                                                      |
| ?.                                                   |                                                      | Česko                                                |                                                      |                                                      |                                                      |                                                      |                                                      |                                                      |
| počet finalistek                                     | počet finalistek                                     | počet finalistek                                     | počet finalistek                                     | 4                                                    | 4                                                    | 4                                                    | 4                                                    | 4                                                    |
| počet semifinalistek                                 | počet semifinalistek                                 | počet semifinalistek                                 | počet semifinalistek                                 | 16/8                                                 | 16/8                                                 | 16/8                                                 | 16/8                                                 | 16/8                                                 |
| bodovaných závodnic                                  | bodovaných závodnic                                  | bodovaných závodnic                                  | 27                                                   | ?                                                    | ?                                                    | ?                                                    | ?                                                    | ?                                                    |
| počet závodnic                                       | počet závodnic                                       | počet závodnic                                       | –                                                    | ?                                                    | ?                                                    | ?                                                    | ?                                                    | ?                                                    |

| Výsledky EPJ v boulderingu 2011 (2) dívky A | Výsledky EPJ v boulderingu 2011 (2) dívky A | Výsledky EPJ v boulderingu 2011 (2) dívky A | Výsledky EPJ v boulderingu 2011 (2) dívky A | Výsledky EPJ v boulderingu 2011 (2) dívky A | Výsledky EPJ v boulderingu 2011 (2) dívky A |
| Pořadí                                      | Jméno                                       | Země                                        | Body                                        | Merano                                      | Mnichov                                     |
| ------------------------------------------- | ------------------------------------------- | ------------------------------------------- | ------------------------------------------- | ------------------------------------------- | ------------------------------------------- |
| 1.                                          | Katja Kadič                                 | Slovinsko                                   |                                             |                                             |                                             |
| 2.                                          | Karoline Sinnhuber                          | Rakousko                                    |                                             |                                             |                                             |
| 3.                                          | Jera Lenardic                               | Slovinsko                                   |                                             |                                             |                                             |
| 11.                                         | Karolína Nevělíková                         | Česko                                       |                                             |                                             |                                             |
| ?.                                          |                                             | Česko                                       |                                             |                                             |                                             |
| počet finalistek                            | počet finalistek                            | počet finalistek                            | počet finalistek                            | 6                                           | 6                                           |
| počet semifinalistek                        | počet semifinalistek                        | počet semifinalistek                        | počet semifinalistek                        | 20                                          | 20                                          |
| bodovaných závodnic                         | bodovaných závodnic                         | bodovaných závodnic                         | 27                                          | 30                                          | 30                                          |
| počet závodnic                              | počet závodnic                              | počet závodnic                              | –                                           | ?                                           | ?                                           |

### Chlapci kat B
| Výsledky EPJ v lezení na obtížnost 2011 (5-1) chlapci B | Výsledky EPJ v lezení na obtížnost 2011 (5-1) chlapci B | Výsledky EPJ v lezení na obtížnost 2011 (5-1) chlapci B | Výsledky EPJ v lezení na obtížnost 2011 (5-1) chlapci B | Výsledky EPJ v lezení na obtížnost 2011 (5-1) chlapci B | Výsledky EPJ v lezení na obtížnost 2011 (5-1) chlapci B | Výsledky EPJ v lezení na obtížnost 2011 (5-1) chlapci B | Výsledky EPJ v lezení na obtížnost 2011 (5-1) chlapci B | Výsledky EPJ v lezení na obtížnost 2011 (5-1) chlapci B |
| Pořadí                                                  | Jméno                                                   | Země                                                    | Body                                                    | Edinburgh                                               | Veliko Tarnovo                                          | Imst                                                    | Pau                                                     | Kranj                                                   |
| ------------------------------------------------------- | ------------------------------------------------------- | ------------------------------------------------------- | ------------------------------------------------------- | ------------------------------------------------------- | ------------------------------------------------------- | ------------------------------------------------------- | ------------------------------------------------------- | ------------------------------------------------------- |
| 1.                                                      | Bernhard Röck                                           | Rakousko                                                |                                                         |                                                         |                                                         |                                                         |                                                         |                                                         |
| 2.                                                      | Tim Unuk                                                | Slovinsko                                               |                                                         |                                                         |                                                         |                                                         |                                                         |                                                         |
| 3.                                                      | Ruben Firnenburg                                        | Německo                                                 |                                                         |                                                         |                                                         |                                                         |                                                         |                                                         |
| 10.                                                     | Zdeněk Ustohal                                          | Česko                                                   |                                                         |                                                         |                                                         |                                                         |                                                         |                                                         |
| ?.                                                      |                                                         | Česko                                                   |                                                         |                                                         |                                                         |                                                         |                                                         |                                                         |
| počet finalistů                                         | počet finalistů                                         | počet finalistů                                         | počet finalistů                                         | 10                                                      | 10                                                      | 10                                                      | 10                                                      | 10                                                      |
| počet semifinalistů                                     | počet semifinalistů                                     | počet semifinalistů                                     | počet semifinalistů                                     | bez semifinále                                          | bez semifinále                                          | bez semifinále                                          | bez semifinále                                          | bez semifinále                                          |
| bodovaných závodníků                                    | bodovaných závodníků                                    | bodovaných závodníků                                    | 61                                                      | ?                                                       | ?                                                       | ?                                                       | ?                                                       | ?                                                       |
| celkový počet závodníků                                 | celkový počet závodníků                                 | celkový počet závodníků                                 | –                                                       | ?                                                       | ?                                                       | ?                                                       | ?                                                       | ?                                                       |

| Výsledky EPJ v lezení na rychlost 2011 (5-1) chlapci B | Výsledky EPJ v lezení na rychlost 2011 (5-1) chlapci B | Výsledky EPJ v lezení na rychlost 2011 (5-1) chlapci B | Výsledky EPJ v lezení na rychlost 2011 (5-1) chlapci B | Výsledky EPJ v lezení na rychlost 2011 (5-1) chlapci B | Výsledky EPJ v lezení na rychlost 2011 (5-1) chlapci B | Výsledky EPJ v lezení na rychlost 2011 (5-1) chlapci B | Výsledky EPJ v lezení na rychlost 2011 (5-1) chlapci B | Výsledky EPJ v lezení na rychlost 2011 (5-1) chlapci B |
| Pořadí                                                 | Jméno                                                  | Země                                                   | Body                                                   | Tarnów                                                 | Edinburgh                                              | Chamonix                                               | Friedrichshafen                                        | Veliko Tarnovo                                         |
| ------------------------------------------------------ | ------------------------------------------------------ | ------------------------------------------------------ | ------------------------------------------------------ | ------------------------------------------------------ | ------------------------------------------------------ | ------------------------------------------------------ | ------------------------------------------------------ | ------------------------------------------------------ |
| 1.                                                     | Alessandro Santoni                                     | Itálie                                                 |                                                        |                                                        |                                                        |                                                        |                                                        |                                                        |
| 2.                                                     | Jan Kříž                                               | Česko                                                  |                                                        |                                                        |                                                        |                                                        |                                                        |                                                        |
| 3.                                                     | Joshua Bosler                                          | Německo                                                |                                                        |                                                        |                                                        |                                                        |                                                        |                                                        |
| 6.                                                     | Radovan Šifra                                          | Česko                                                  |                                                        |                                                        |                                                        |                                                        |                                                        |                                                        |
| ?.                                                     |                                                        | Česko                                                  |                                                        |                                                        |                                                        |                                                        |                                                        |                                                        |
| počet finalistů                                        | počet finalistů                                        | počet finalistů                                        | počet finalistů                                        | 4                                                      | 4                                                      | 4                                                      | 4                                                      | 4                                                      |
| počet semifinalistů                                    | počet semifinalistů                                    | počet semifinalistů                                    | počet semifinalistů                                    | 16/8                                                   | 16/8                                                   | 16/8                                                   | 16/8                                                   | 16/8                                                   |
| bodovaných závodníků                                   | bodovaných závodníků                                   | bodovaných závodníků                                   | 26                                                     | ?                                                      | ?                                                      | ?                                                      | ?                                                      | ?                                                      |
| počet závodníků                                        | počet závodníků                                        | počet závodníků                                        | –                                                      | ?                                                      | ?                                                      | ?                                                      | ?                                                      | ?                                                      |

| Výsledky EPJ v boulderingu 2011 (2) chlapci B | Výsledky EPJ v boulderingu 2011 (2) chlapci B | Výsledky EPJ v boulderingu 2011 (2) chlapci B | Výsledky EPJ v boulderingu 2011 (2) chlapci B | Výsledky EPJ v boulderingu 2011 (2) chlapci B | Výsledky EPJ v boulderingu 2011 (2) chlapci B |
| Pořadí                                        | Jméno                                         | Země                                          | Body                                          | Merano                                        | Mnichov                                       |
| --------------------------------------------- | --------------------------------------------- | --------------------------------------------- | --------------------------------------------- | --------------------------------------------- | --------------------------------------------- |
| 1.                                            | Bernhard Röck                                 | Rakousko                                      |                                               |                                               |                                               |
| 2.                                            | Lucas Kaiser                                  | Francie                                       |                                               |                                               |                                               |
| 3.                                            | Jeremy Vaz                                    | Francie                                       |                                               |                                               |                                               |
| 28.                                           | Zdeněk Ustohal                                | Česko                                         |                                               |                                               |                                               |
| ?.                                            |                                               | Česko                                         |                                               |                                               |                                               |
| počet finalistů                               | počet finalistů                               | počet finalistů                               | počet finalistů                               | 6                                             | 6                                             |
| počet semifinalistů                           | počet semifinalistů                           | počet semifinalistů                           | počet semifinalistů                           | 20                                            | 20                                            |
| bodovaných závodníků                          | bodovaných závodníků                          | bodovaných závodníků                          | 30                                            | 30                                            | 30                                            |
| počet závodníků                               | počet závodníků                               | počet závodníků                               | –                                             | ?                                             | ?                                             |

### Dívky kat B
| Výsledky EPJ v lezení na obtížnost 2011 (5-1) dívky B | Výsledky EPJ v lezení na obtížnost 2011 (5-1) dívky B | Výsledky EPJ v lezení na obtížnost 2011 (5-1) dívky B | Výsledky EPJ v lezení na obtížnost 2011 (5-1) dívky B | Výsledky EPJ v lezení na obtížnost 2011 (5-1) dívky B | Výsledky EPJ v lezení na obtížnost 2011 (5-1) dívky B | Výsledky EPJ v lezení na obtížnost 2011 (5-1) dívky B | Výsledky EPJ v lezení na obtížnost 2011 (5-1) dívky B | Výsledky EPJ v lezení na obtížnost 2011 (5-1) dívky B |
| Pořadí                                                | Jméno                                                 | Země                                                  | Body                                                  | Edinburgh                                             | Veliko Tarnovo                                        | Imst                                                  | Pau                                                   | Kranj                                                 |
| ----------------------------------------------------- | ----------------------------------------------------- | ----------------------------------------------------- | ----------------------------------------------------- | ----------------------------------------------------- | ----------------------------------------------------- | ----------------------------------------------------- | ----------------------------------------------------- | ----------------------------------------------------- |
| 1.                                                    | Anak Verhoeven                                        | Belgie                                                |                                                       |                                                       |                                                       |                                                       |                                                       |                                                       |
| 2.                                                    | Jessica Pilz                                          | Rakousko                                              |                                                       |                                                       |                                                       |                                                       |                                                       |                                                       |
| 3.                                                    | Hannah Baehr                                          | Německo                                               |                                                       |                                                       |                                                       |                                                       |                                                       |                                                       |
| 6.                                                    | Andrea Pavlincová                                     | Česko                                                 |                                                       |                                                       |                                                       |                                                       |                                                       |                                                       |
| ?.                                                    |                                                       | Česko                                                 |                                                       |                                                       |                                                       |                                                       |                                                       |                                                       |
| počet finalistek                                      | počet finalistek                                      | počet finalistek                                      | počet finalistek                                      | 10                                                    | 10                                                    | 10                                                    | 10                                                    | 10                                                    |
| počet semifinalistek                                  | počet semifinalistek                                  | počet semifinalistek                                  | počet semifinalistek                                  | bez semifinále                                        | bez semifinále                                        | bez semifinále                                        | bez semifinále                                        | bez semifinále                                        |
| bodovaných závodnic                                   | bodovaných závodnic                                   | bodovaných závodnic                                   | 61                                                    | ?                                                     | ?                                                     | ?                                                     | ?                                                     | ?                                                     |
| počet závodnic                                        | počet závodnic                                        | počet závodnic                                        | –                                                     | ?                                                     | ?                                                     | ?                                                     | ?                                                     | ?                                                     |

| Výsledky EPJ v lezení na rychlost 2011 (5-1) dívky B | Výsledky EPJ v lezení na rychlost 2011 (5-1) dívky B | Výsledky EPJ v lezení na rychlost 2011 (5-1) dívky B | Výsledky EPJ v lezení na rychlost 2011 (5-1) dívky B | Výsledky EPJ v lezení na rychlost 2011 (5-1) dívky B | Výsledky EPJ v lezení na rychlost 2011 (5-1) dívky B | Výsledky EPJ v lezení na rychlost 2011 (5-1) dívky B | Výsledky EPJ v lezení na rychlost 2011 (5-1) dívky B | Výsledky EPJ v lezení na rychlost 2011 (5-1) dívky B |
| Pořadí                                               | Jméno                                                | Země                                                 | Body                                                 | Tarnów                                               | Edinburgh                                            | Chamonix                                             | Friedrichshafen                                      | Veliko Tarnovo                                       |
| ---------------------------------------------------- | ---------------------------------------------------- | ---------------------------------------------------- | ---------------------------------------------------- | ---------------------------------------------------- | ---------------------------------------------------- | ---------------------------------------------------- | ---------------------------------------------------- | ---------------------------------------------------- |
| 1.                                                   | Alexandra Elmer                                      | Rakousko                                             |                                                      |                                                      |                                                      |                                                      |                                                      |                                                      |
| 2.                                                   | Hanne Schächtele                                     | Německo                                              |                                                      |                                                      |                                                      |                                                      |                                                      |                                                      |
| 3.                                                   | Anastasia Shymkova                                   | Ukrajina                                             |                                                      |                                                      |                                                      |                                                      |                                                      |                                                      |
| 5.                                                   | Petra Vojířová                                       | Česko                                                |                                                      |                                                      |                                                      |                                                      |                                                      |                                                      |
| ?.                                                   |                                                      | Česko                                                |                                                      |                                                      |                                                      |                                                      |                                                      |                                                      |
| počet finalistek                                     | počet finalistek                                     | počet finalistek                                     | počet finalistek                                     | 4                                                    | 4                                                    | 4                                                    | 4                                                    | 4                                                    |
| počet semifinalistek                                 | počet semifinalistek                                 | počet semifinalistek                                 | počet semifinalistek                                 | 16/8                                                 | 16/8                                                 | 16/8                                                 | 16/8                                                 | 16/8                                                 |
| bodovaných závodnic                                  | bodovaných závodnic                                  | bodovaných závodnic                                  | 25                                                   | ?                                                    | ?                                                    | ?                                                    | ?                                                    | ?                                                    |
| počet závodnic                                       | počet závodnic                                       | počet závodnic                                       | –                                                    | ?                                                    | ?                                                    | ?                                                    | ?                                                    | ?                                                    |

| Výsledky EPJ v boulderingu 2011 (2) dívky B | Výsledky EPJ v boulderingu 2011 (2) dívky B | Výsledky EPJ v boulderingu 2011 (2) dívky B | Výsledky EPJ v boulderingu 2011 (2) dívky B | Výsledky EPJ v boulderingu 2011 (2) dívky B | Výsledky EPJ v boulderingu 2011 (2) dívky B |
| Pořadí                                      | Jméno                                       | Země                                        | Body                                        | Merano                                      | Mnichov                                     |
| ------------------------------------------- | ------------------------------------------- | ------------------------------------------- | ------------------------------------------- | ------------------------------------------- | ------------------------------------------- |
| 1.                                          | Annalisa De Marco                           | Itálie                                      |                                             |                                             |                                             |
| 2.                                          | Andrea Ebner                                | Itálie                                      |                                             |                                             |                                             |
| 3.                                          | Jessica Pilz                                | Rakousko                                    |                                             |                                             |                                             |
| .                                           | –                                           | Česko                                       |                                             |                                             |                                             |
| ?.                                          |                                             | Česko                                       |                                             |                                             |                                             |
| počet finalistek                            | počet finalistek                            | počet finalistek                            | počet finalistek                            | 6                                           | 6                                           |
| počet semifinalistek                        | počet semifinalistek                        | počet semifinalistek                        | počet semifinalistek                        | 20                                          | 20                                          |
| bodovaných závodnic                         | bodovaných závodnic                         | bodovaných závodnic                         | 25                                          | 30                                          | 30                                          |
| počet závodnic                              | počet závodnic                              | počet závodnic                              | –                                           | ?                                           | ?                                           |

### Medaile podle zemí
| pořadí | stát      | Zlatá medaile | Stříbrná medaile | Bronzová medaile | celkem |
| ------ | --------- | ------------- | ---------------- | ---------------- | ------ |
| 1.     | Rakousko  | 6             | 2                | 3                | 11     |
| 2.     | Itálie    | 4             | 1                | 3                | 8      |
| 3.     | Polsko    | 3             | 1                | 1                | 5      |
| 4.     | Francie   | 2             | 7                | 4                | 13     |
| 5.     | Belgie    | 2             | 0                | 0                | 2      |
| 6.     | Slovinsko | 1             | 2                | 3                | 6      |
| 7.     | Německo   | 0             | 2                | 3                | 5      |
| 8.     | Ukrajina  | 0             | 1                | 1                | 2      |
| 9.     | Česko     | 0             | 1                | 0                | 1      |
| 9.     | Švýcarsko | 0             | 1                | 0                | 1      |

### Videozáznamy z EPJ 2011
| Místo           | Pozvánka | Obtížnost | Obtížnost  | Rychlost | Rychlost   | Bouldering | Bouldering | Jiné |
| Místo           | Pozvánka | finále    | semifinále | finále   | semifinále | finále     | semifinále | Jiné |
| --------------- | -------- | --------- | ---------- | -------- | ---------- | ---------- | ---------- | ---- |
| Tarnów          | x        | –         | –          | x        | x          | –          | –          |      |
| Edinburgh       | x        | x         | x          | x        | x          | –          | –          |      |
| Chamonix        | x        | –         | –          | x        | x          | –          | –          |      |
| Friedrichshafen | x        | –         | –          | x        | x          | –          | –          |      |
| Veliko Tarnovo  | x        | x         | x          | x        | x          | –          | –          |      |
| Imst            | x        | x         | x          | –        | –          | –          | –          |      |
| Merano          | x        | –         | –          | –        | –          | x          | x          |      |
| Mnichov         | x        | –         | –          | –        | –          | x          | x          |      |
| Pau             | x        | x         | x          | –        | –          | –          | –          |      |
| Kranj           | x        | x         | x          | –        | –          | –          | –          |      |